# Tulerpeton
Tulerpeton curtum – gatunek bazalnego czworonoga, żyjącego w późnym dewonie. Nazwa zwierzęcia pochodzi od obwodu tulskiego w Rosji, gdzie odkryto jego niekompletne szczątki (szkielet kończyn, obręczy barkowej oraz maleńkie fragmenty czaszki). Jego pozycja filogenetyczna w obrębie czworonogów jest niepewna. Z analizy kladystycznej przeprowadzonej przez Lebedeva i Coatesa (1995) wynika, że był on przedstawicielem grupy koronnej czworonogów (a więc przedstawicielem kladu obejmującego ostatniego wspólnego przodka współcześnie żyjących płazów i owodniowców oraz wszystkich jego potomków); według tej analizy był on bazalnym przedstawicielem kladu Reptiliomorpha, a więc był bliżej spokrewniony z owodniowcami niż ze współczesnymi płazami. Gdyby faktycznie taka była jego pozycja filogenetyczna, oznaczałoby to, że linie ewolucyjne prowadzące do owodniowców i do obejmującego dzisiejsze płazy kladu Lissamphibia rozdzieliły się już w dewonie. Późniejsze analizy kladystyczne sugerują jednak, że Tulerpeton jest bardziej bazalnym czworonogiem, nie należącym do grupy koronnej czworonogów (choć bliżej spokrewnionym z nią niż ichtiostega i akantostega).
Tulerpeton miał sześć palców na każdej z kończyn; różni go to od akantostegi, która miała ich prawdopodobnie po osiem u każdej kończyny. Inna pokrewna forma, ichtiostega, której budowa dłoni nie jest znana, posiadała po siedem palców u stopy. Jeśli tulerpeton był bazalnym przedstawicielem Reptiliomorpha, oznaczałoby to, że zmniejszenie liczby palców każdej z kończyn do pięciu nastąpiło dwukrotnie w toku ewolucji czworonogów – niezależnie u Reptiliomorpha i u linii ewolucyjnej prowadzącej do Lissamphibia. Jeśli natomiast nie należał on do grupy koronnej czworonogów (i co za tym idzie Lissamphibia i Reptiliomorpha są bliżej spokrewnione ze sobą nawzajem niż z tulerpetonem), oznaczałoby to, że zmniejszenie liczby palców do pięciu nastąpiło tylko raz w toku ewolucji czworonogów.
Uważa się, że pod względem budowy tulerpeton przypominał najbardziej hynerpetona. W odróżnieniu od ichtiostegi i akantostegi, żyjących w wodach słodkich, tulerpeton był zwierzęciem morskim.
Bibliografia: http://www.devoniantimes.org